# Augartenbrücke

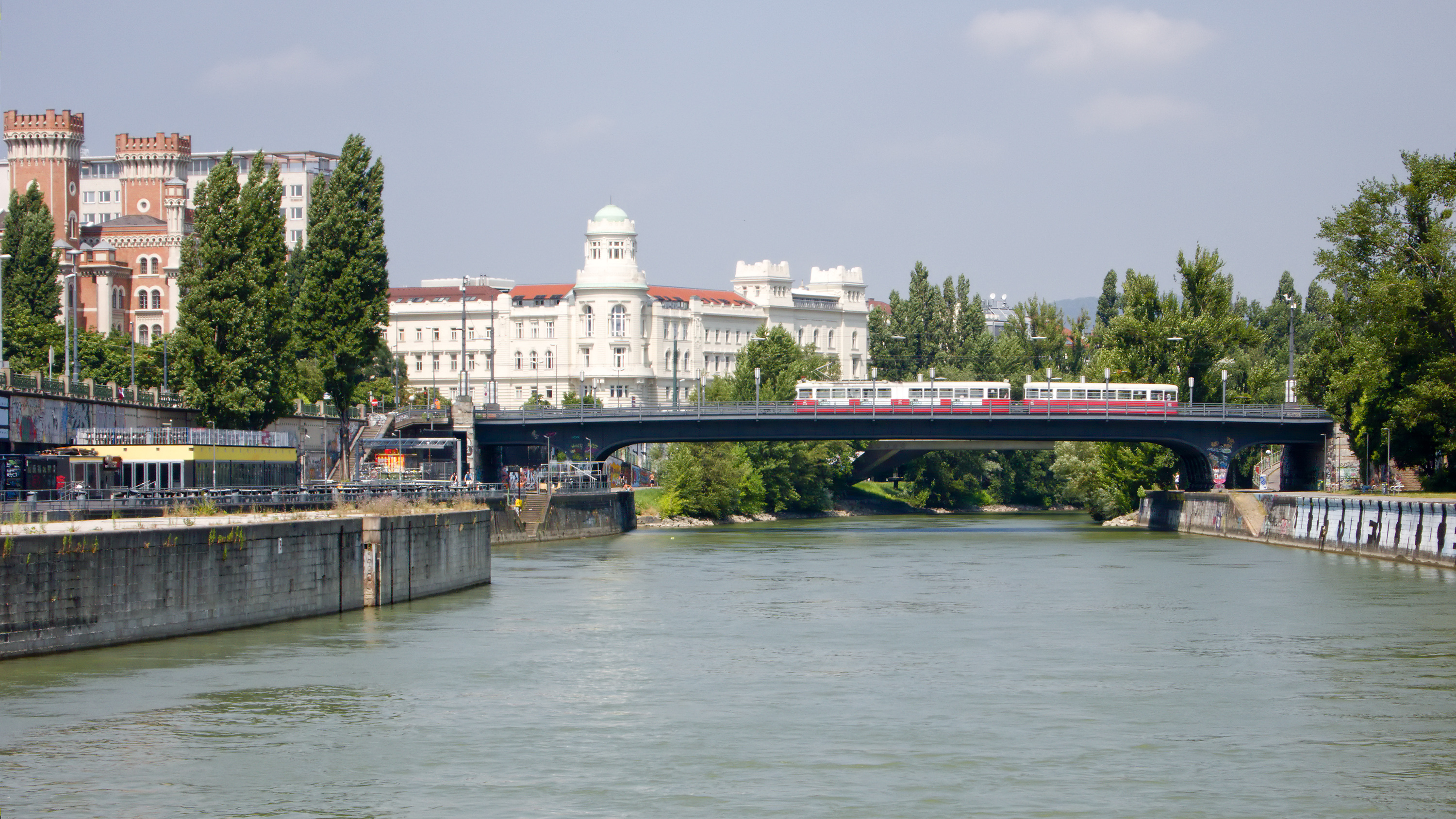
Die Augartenbrücke von Südosten, links die Rossauer Kaserne im 9. Bezirk

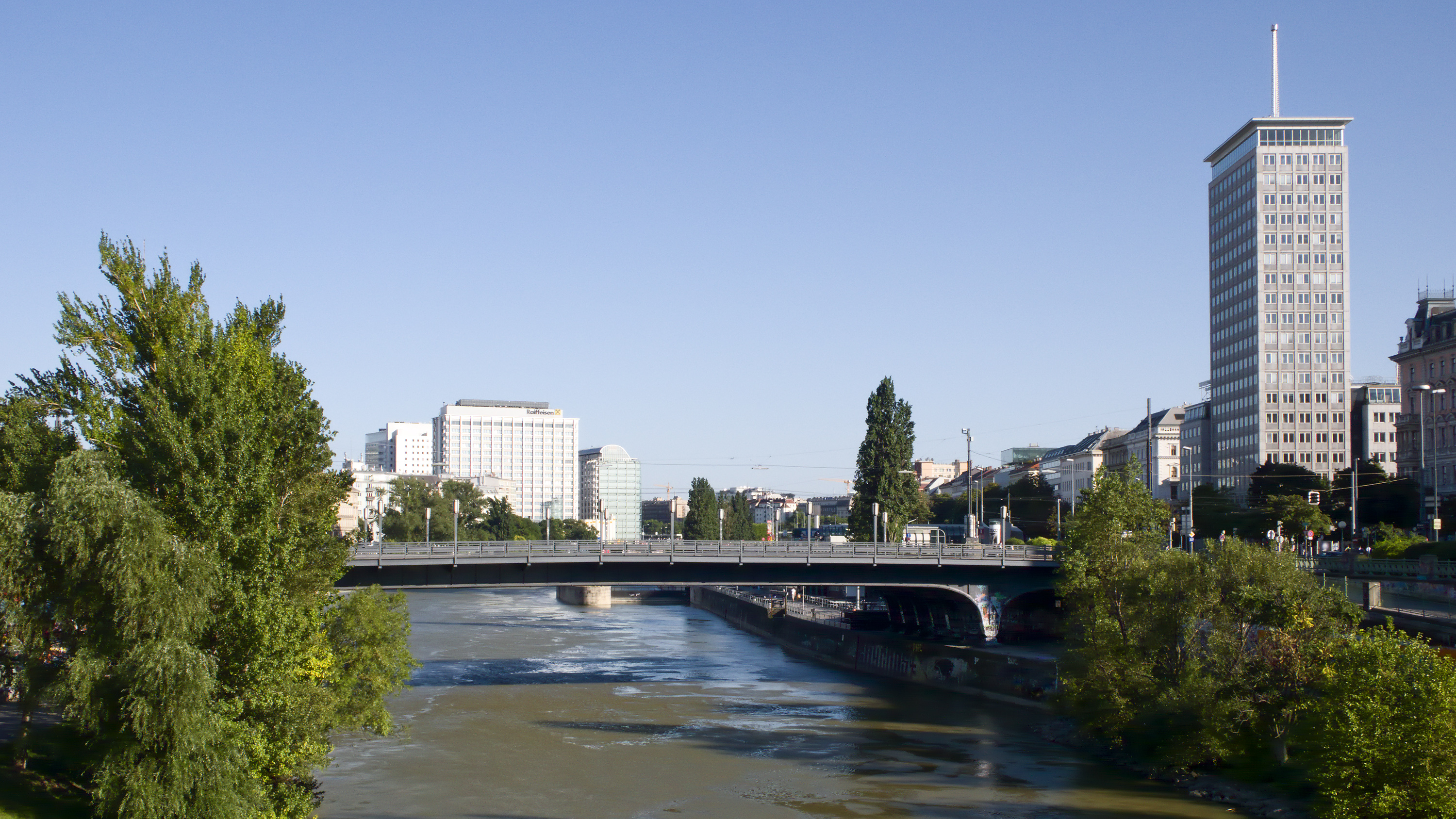
Die Augartenbrücke von Nordwesten, rechts der 1. Bezirk mit dem Ringturm

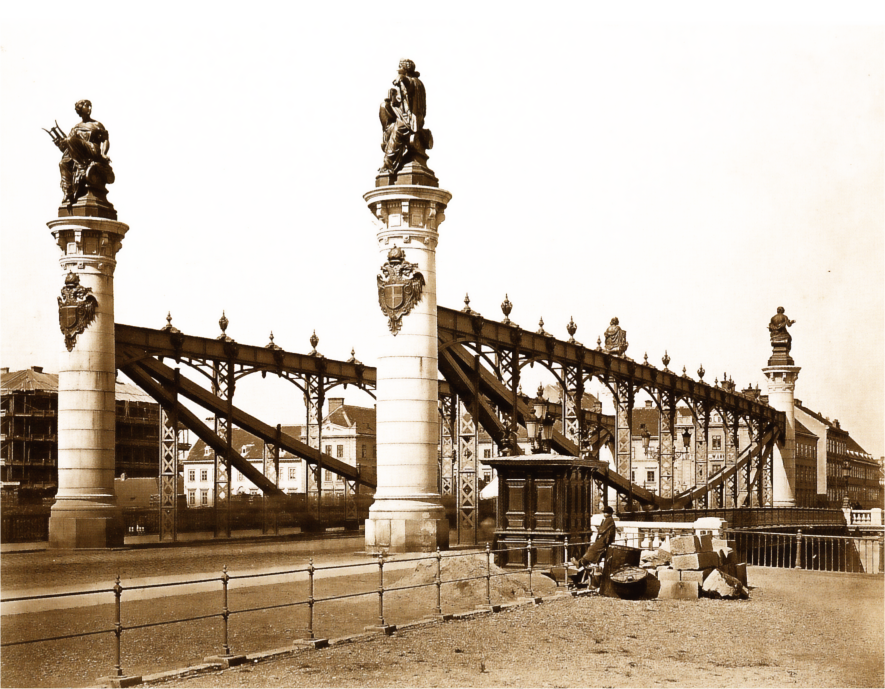
Die 1873 eröffnete neue Augartenbrücke

Die Augartenbrücke überquert den Donaukanal in Wien und verbindet den 9., Alsergrund, und den 1. Bezirk, Innere Stadt, beide am rechten Flussufer, mit dem 2. Bezirk, Leopoldstadt, am linken Ufer. Hier befindet sich seit 1782 eine Brücke.

## Lage
Die Augartenbrücke verbindet die Maria-Theresien-Straße im 1. / 9. Bezirk und die Untere Augartenstraße im 2. Bezirk zu einem durchgehenden, im Einbahnverkehr Richtung 2. Bezirk befahrbaren Straßenzug. (Seit 1983 besteht als Gegenstück der Richtung 9. Bezirk befahrbare Straßenzug Rembrandtstraße–Rossauer Brücke–Türkenstraße.) An den Brückenköpfen sind die den Donaukanal begleitenden Straßen 9., Rossauer Lände / 1., Franz-Josefs-Kai (Einbahn südwärts) und Obere Donaustraße (2. Bezirk, Einbahn nordwärts) angebunden.
Ecke Maria-Theresien-Straße befindet sich nordseitig im 9. Bezirk neben der Brücke an der Rossauer Lände die Rossauer Kaserne, südseitig im 1. Bezirk der nördlichste, außerhalb der Ringstraße gelegene Häuserblock des Franz-Josefs-Kais.
Die Brücke wird in beiden Fahrtrichtungen von der Straßenbahn in Brückenmitte befahren; nördlich davon befinden sich seit 1983 die Fahrstreifen zum Linksabbiegen in die Obere Donaustraße (früher Verkehr Richtung 1. / 9. Bezirk), südlich der Gleise die Fahrstreifen zur Geradeausfahrt in die Untere Augartenstraße. Unter der Brücke verläuft im 1. / 9. Bezirk zwischen den U-Bahn-Stationen Rossauer Lände nördlich und Schottenring südlich der Brücke den Donaukanal entlang die U-Bahn-Linie U4 auf der Höhe des Vorkais, Nachfolgerin der hier 1901 eröffneten Stadtbahn.

## Geschichte

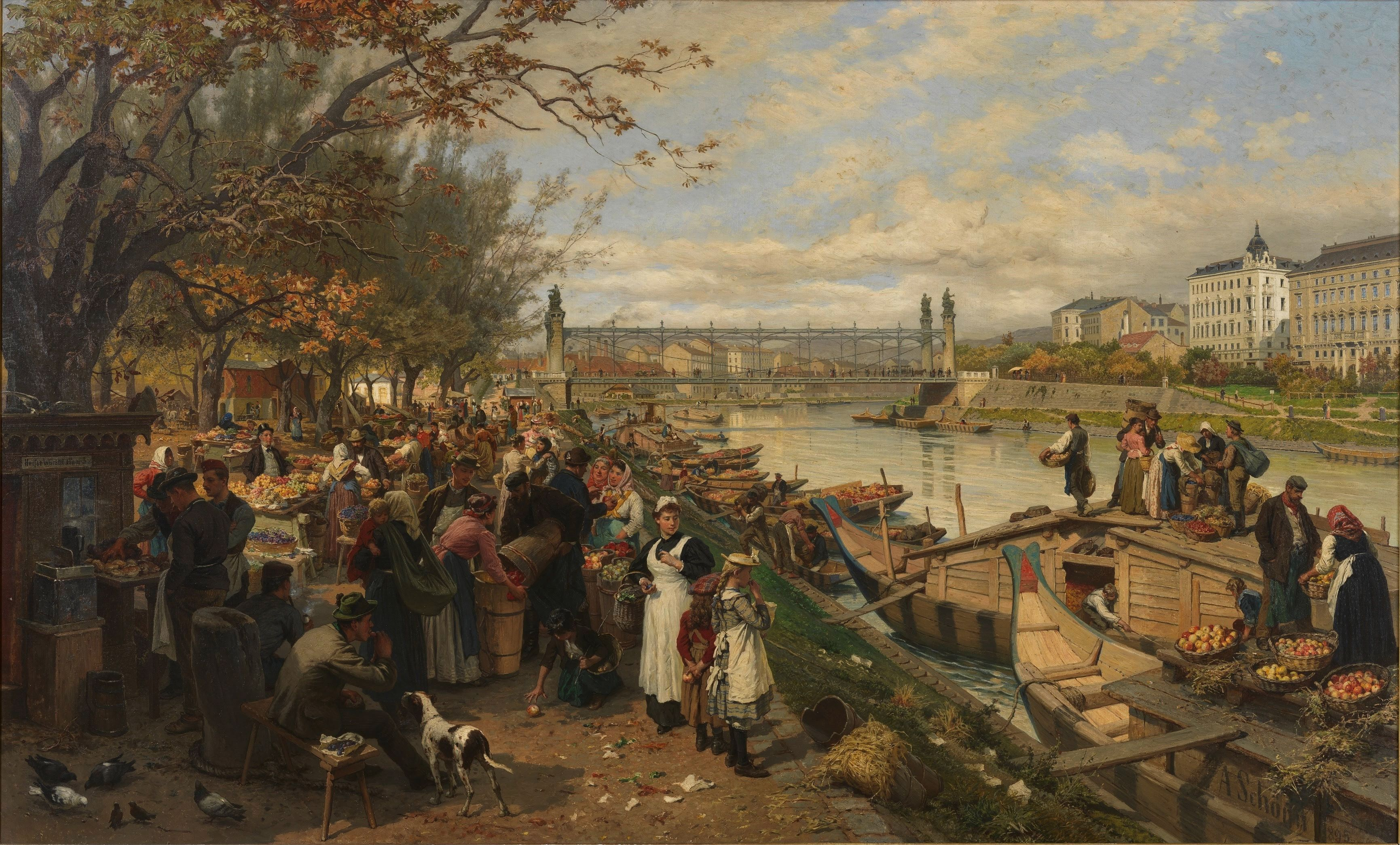
Die Augartenbrücke auf einem Gemälde von Alois Schönn (1895)

Nach der Öffnung des Augartens für das allgemeine Publikum durch Joseph II. wurde 1775 die Neue Gasse (heute Untere Augartenstraße) und 1782 eine Verbindung mit der Rossau über die „Neue Brücke“, eine Holzjochbrücke, über den damaligen Wiener Arm, den heutigen Donaukanal, angelegt. Während des Krieges mit den Truppen Napoleons wurde die Neue Brücke 1809 aus taktischen Gründen niedergebrannt, jedoch noch im selben Jahr wiederhergestellt. 1829 wurde an der gleichen Stelle eine neue Brücke errichtet.
Diese Augartenbrücke wurde 1872/73 durch die von der französischen Compagnie de Fives-Lille aus Schweißeisen belgischer Herkunft errichtete Brücke, eine Eisenbrücke mit Hängewerk und Tragketten sowie hölzerner Fahrbahn und Holzstöckelbelag, ersetzt. Die Eröffnung fand am 6. Juni 1873 während der Wiener Weltausstellung statt. Die vier Portalpfeiler aus Granit trugen allegorische Bronzefiguren (Malerei, Poesie, Industrie, Astronomie).
Der in der Literatur enthaltene Hinweis, die Brücke sei nun auf den Namen Maria-Theresien-Brücke getauft worden, dürfte irrig sein. Ein Zeitungsbericht vom Tag nach der Namensentscheidung besagt, dass vom Gemeinderat am 29. November 1872 unter dem Vorsitz von Bürgermeister Felder der Name Augartenbrücke gewählt wurde. Weiters ist die Brücke auf Stadtplänen aus den Jahren 1873, 1880 und 1890 wie schon 1840 als Augartenbrücke zu finden. In Arthur Schnitzlers Drama Reigen, Manuskript 1896 / 1897, Erstdruck 1900, wird die erste Szene, Die Dirne und der Soldat, hier angesiedelt: Spät abends. An der Augartenbrücke. Auf einer 1904 fotografierten Ansichtskarte scheint ebenfalls dieser Brückenname auf.
Da die 1873 eröffnete Brücke den Anforderungen des gestiegenen Verkehrs nicht mehr gewachsen war, mussten in den letzten Jahren ihres Bestehens aus Sicherheitsgründen Verkehrseinschränkungen vorgenommen werden.
Im September 1927 beschloss das Wiener Stadtbauamt unter Stadtbaudirektor Franz Musil (1884–1966) den Neubau der Augartenbrücke. In diesem Zusammenhang wurde überlegt, die Augartenbrücke von der Maria-Theresien-Straße (einem Teil der „Lastenstraße“ genannten Route für Lastwagen, die auf der Wiener Ringstraße nicht fahren durften) zum Schottenring zu verlegen; im Interesse des Lastwagenverkehrs wurden diese Überlegungen aber nicht weiter verfolgt.
Um während der Bauarbeiten die Querung des Donaukanals weiterhin zu ermöglichen, wurde von der Baufirma Waagner-Biró eine Ersatzbrücke errichtet, die in ihrer Kapazität jener der Friedensbrücke entsprach. (Ursprünglich hätte die Vorgängerin der Friedensbrücke, die demontierte ehemalige Brigittabrücke, diese Aufgabe übernehmen sollen, wurde aber 1927 am Ort der späteren Freudenauer Hafenbrücke verwendet.) Die Hilfsbrücke wurde im Oktober 1928 dem Verkehr übergeben.
Die Augartenbrücke wurde 1929 bis 1931 nach dem Entwurf von Hubert Gessner neu gebaut. Das Erscheinungsbild der Brücke war nunmehr schlicht, sie erhielt charakteristische Beleuchtungskörper. Die neue Brücke wurde genau in der Achse ihrer Vorgängerin errichtet. Sie verfügte über vier Fahrspuren, zwei Straßenbahngleise und zwei Gehwege. Die Eröffnung erfolgte am 5. Juli 1931 im Beisein von Bundespräsident Wilhelm Miklas und Bundesminister für Handel und Verkehr Eduard Heinl.
Im Rahmen der Schlacht um Wien im April 1945 wurde beim Rückzug der deutschen Verbände die Brücke zerstört. Sie wurde aber als erste Donaukanalbrücke nach dem Zweiten Weltkrieg wiederhergestellt und am 12. Jänner 1946 feierlich für den Verkehr freigegeben.

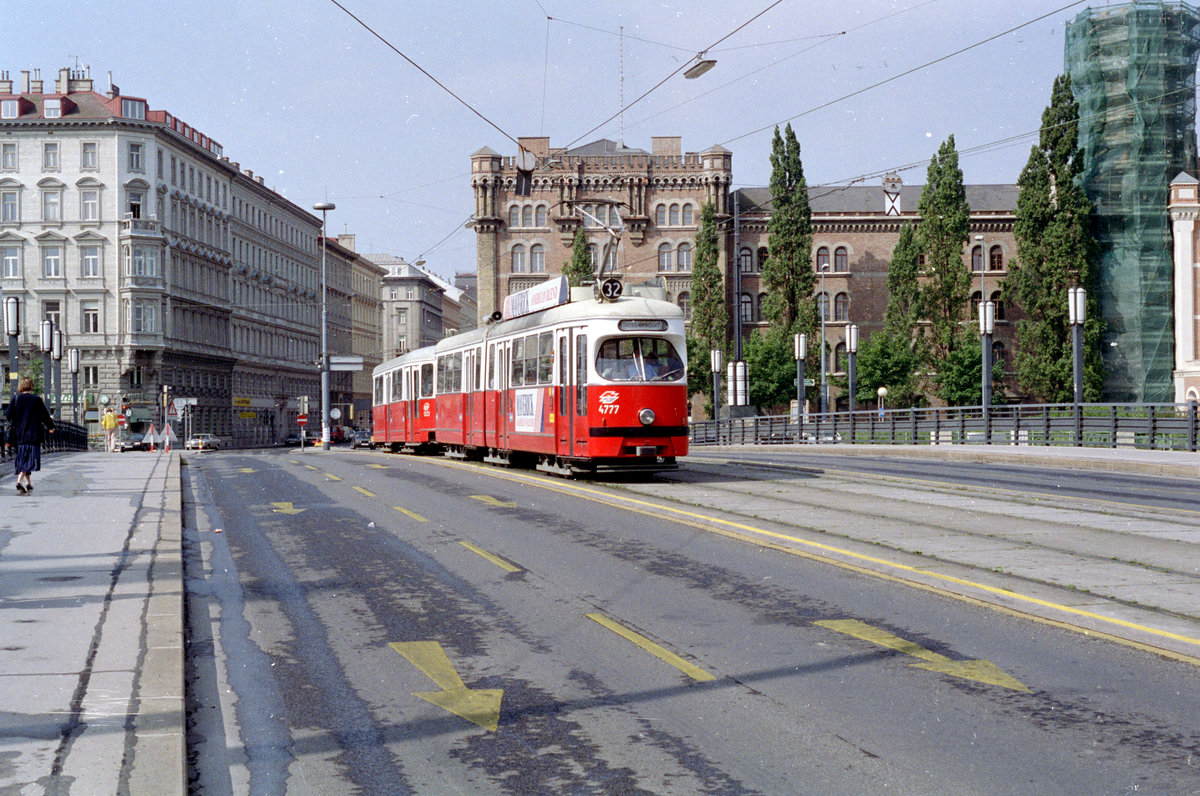
Straßenbahn der Linie 32 nach Strebersdorf auf der Augartenbrücke (1992)

Im Straßenbahnverkehr spielte die Brücke eine Rolle, seit die 1886 eröffnete Strecke der Dampftramway-Gesellschaft vormals Krauss & Comp. von der Oberen Donaustraße nach Floridsdorf 1910 durch die elektrische Straßenbahn ersetzt wurde, die seit 1911 von der Endstation bei der damaligen Stadtbahn- und heutigen U-Bahn-Station Schottenring im 1. Bezirk aus betrieben wird. Über die Brücke verkehrten zuletzt die Linien 331 nach Stammersdorf und 132 nach Strebersdorf, seit 1982 als 31er und 32er bezeichnet. Im Zuge der Verlängerung der U-Bahn-Linie U6 nach Floridsdorf fiel 1996 die Linie 32 weg.
Seit 1995 befindet sich auf Höhe des Vorkais des Donaukanals stromabwärts neben der Brücke im 1. Bezirk das Musiklokal Flex.

## Bezirksgrenzen
Seit das Gebiet zwischen Donaukanal und Donau und die Vorstädte innerhalb des Linienwalls 1850 nach Wien eingemeindet wurden, befindet sich die Brücke an diesem Standort im Stadtgebiet von Wien. Die Grenze zwischen dem 2. Bezirk einerseits und dem 1. und dem 9. Bezirk andererseits verläuft an der rechten, westlichen Uferkante zwischen Vorkai und Donaukanal, so dass die Brücke selbst größtenteils zum 2. Bezirk gehört. Der Brückenkopf am rechten, westlichen Ufer und der Vorkai darunter zählen größtenteils zum 9. Bezirk. Die Stiege von der Brücke zum rechten Vorkai bzw. zum „Flex“ bildet den nördlichsten Punkt des 1. Bezirks.